# Team Stronach
Team Stronach, volledige naam Team Stronach für Österreich, was een partij in Oostenrijk opgericht door de Oostenrijks-Canadese industrieel Frank Stronach. De partij werd op 25 september 2012 geregistreerd, twee dagen later werd de partij officieel opgericht.
Op 17 juni 2017 maakte de partij bekend dat ze niet aan de verkiezingen van 2017 zou deelnemen en zichzelf eind 2017 zou opheffen.

## Standpunten
- Team Stronach wil dat Oostenrijk de Eurozone verlaat, om vervolgens de Oostenrijkse schilling in te voeren.[4]
- Team Stronach is geen anti-immigratie partij[5]